# پابلو آچا
پابلو آچا (اسپانیایی: Pablo Acha‎؛ زادهٔ ۴ اوت ۱۹۹۶) کماندار اهل اسپانیا است.
وی در مسابقات کشوری و بین‌المللی در مجموع برندهٔ ۲ مدال طلا، ۳ مدال نقره، ۳ مدال برنز شده‌است.